# Eupelmus dryas
Eupelmus dryas är en stekelart som beskrevs av Perkins 1910. Eupelmus dryas ingår i släktet Eupelmus och familjen hoppglanssteklar. Inga underarter finns listade i Catalogue of Life.